# Пульсатор

Пульсатор (рос. пульсатор, англ. pulser, pulsator, нім. Pulsator m, Pulsatorsetzmaschine f, Vibrationsprüfstand m) – 
- 1) Машина (апарат) для збагачення корисних копалин, в якій гравітаційне розділення (розшарування) мінеральної сировини за густиною та крупністю компонентів відбувається на нерухомому решеті під дією перервного (пульсуючого) висхідного струменя води або стисненого повітря.

- 2) Частина відсаджувальної машини, пристрій, який з заданою періодичністю з’єднує і роз’єднує повітряну камеру відсаджувальної машини з системою стисненого повітря та атмосферою. П. викликає висхідні та низхідні (спадні) потоки води у відсаджувальній камері.

Розрізняють пульсатори2 клапанні і роторні. Роторний пульсатор (рис. 1) складається з корпуса 1 з торцевими кришками 4 і вала 5, на якому жорстко закріплені два стакани – впускний 2 і випускний 3. Відкриття і закриття впускного і випускного вікон, а також зміна площі їх перетину досягається обертанням вала. В корпусі пульсатора є канал 7 для впуску повітря в машину і випуску в атмосферу через вихлопне вікно 6. Витрати стисненого повітря, що надходить з ресивера, регулюється дросельною заслінкою 8. При обертанні вала стаканом 2 періодично перекривається впуск повітря в пульсатор через вікно 9, а стаканом 3 – його випуск в атмосферу через вихлопне вікно 6. Роторні пульсатори мають жорстко задані, нерегульовані параметри режиму відсадження, що не дозволяє оперативно змінювати частоту пульсацій, тривалість впуску і випуску пові-тря для регулювання відсаджувальної машини при зміні характеристики збагачуваного матеріалу.
Ці недоліки усунуті в клапанних пульсаторах (рис. 2), які забезпечують зміну частоти пульсацій від 30 до 80 хв−1 і дозволяють одержувати різні цикли відсадження. Завдяки більшому прохідному перетину клапанні пульсатори забезпечують збільшені витрати повітря, що подається в машину за один цикл. Клапанний пульсатор складається з впускного 2 і випускного 7 клапанів, що змонтовані у спільному корпусі 1. Шток кожної пари клапанів 2 і 7 з’єднаний з пневмобалонами 3 і 5. Клапани закривають отвори за допомогою стисненого повітря, у вихідне положення клапани повертаються під дією пружини 6. Хід клапанів регулюється ґвинтами 4. Режим впуску і випуску повітря задається електропневматичною системою управління, яка включає блок вимушених коливань і електропневмопривод. Виконавчими механізмами цієї системи є електропневматичні клапани, один з яких забезпечує впуск, а другий випуск повітря з пневмобалонів. Така система створює можливості управління коливальним режимом відсаджувальної машини, тому що вона дозволяє змінювати тривалість кожного періоду циклу в широких межах. Ця функція вигідно відрізняє клапанні пульсатори від інших і обумовлює їх переважне застосування в сучасних відсаджувальних машинах. 